# Verfassungsreferendum in Andorra 1993
| QS Ereignisse | Dieser Artikel wurde aufgrund von inhaltlichen Verbesserungsmöglichkeiten auf der Qualitätssicherungsseite des WikiProjekts Ereignisse eingetragen. Dies geschieht, um die Qualität der Artikel aus diesem Themengebiet auf ein höheres Niveau zu bringen. Bitte hilf mit, die inhaltlichen Lücken oder Probleme dieses Artikels zu beseitigen, und beteilige dich an der Diskussion! |  |

Am 14. März 1993 fand in Andorra ein Verfassungsreferendum statt. Die von den Kofürsten und dem Generalrat ausgearbeitete neue Verfassung wurde von 74,2 % der Abstimmenden angenommen, bei einer Wahlbeteiligung von 76 %. Die erste Wahl nach der neuen Verfassung fand im Dezember desselben Jahres statt. Das Referendum ermöglichte die Gründung und Wahl von Parteien.

## Wahlergebnis
|                                 | Stimmen | %     |
| ------------------------------- | ------- | ----- |
| Dafür                           | 4.903   | 74,19 |
| Dagegen                         | 1.706   | 25,81 |
| Ungültig                        | 301     | –     |
| Gesamt                          | 6.910   | 100   |
| Wahlberechtigte/Wahlbeteiligung | 9.123   | 75,74 |
| Quelle:                         |         |       |